# Хаммам

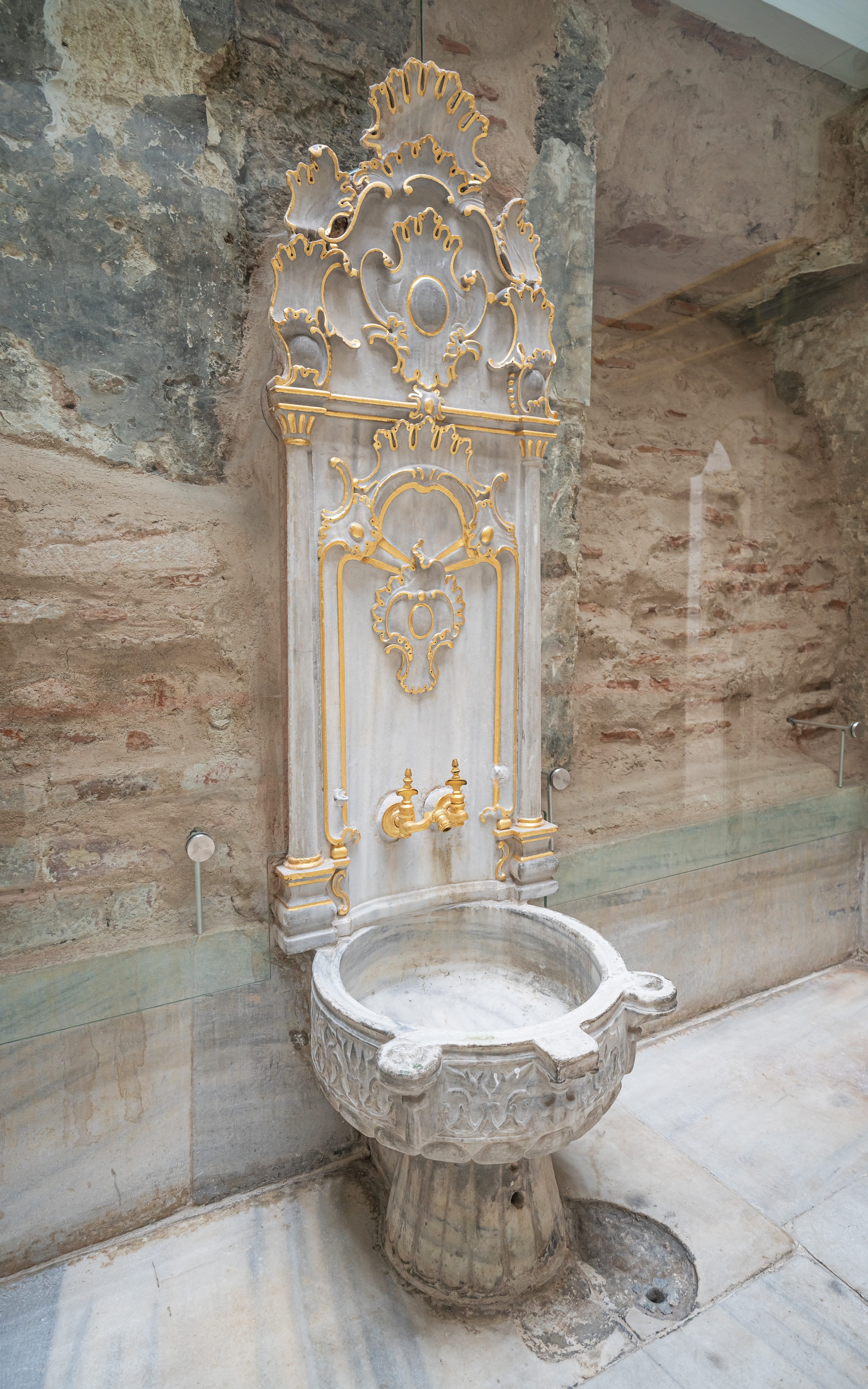
Золотой кран с мраморным резервуаром в султанском хаммаме во дворце Топкапы

Хамма́м (араб. حمّامо файле‎ (ḥammām)) — название общественных бань в Турции, Азербайджане, арабских странах, Иране, Афганистане, Средней Азии и других странах Востока.

## История

Жан Огюст Доминик Энгр, Турецкая баня, 1862 г.

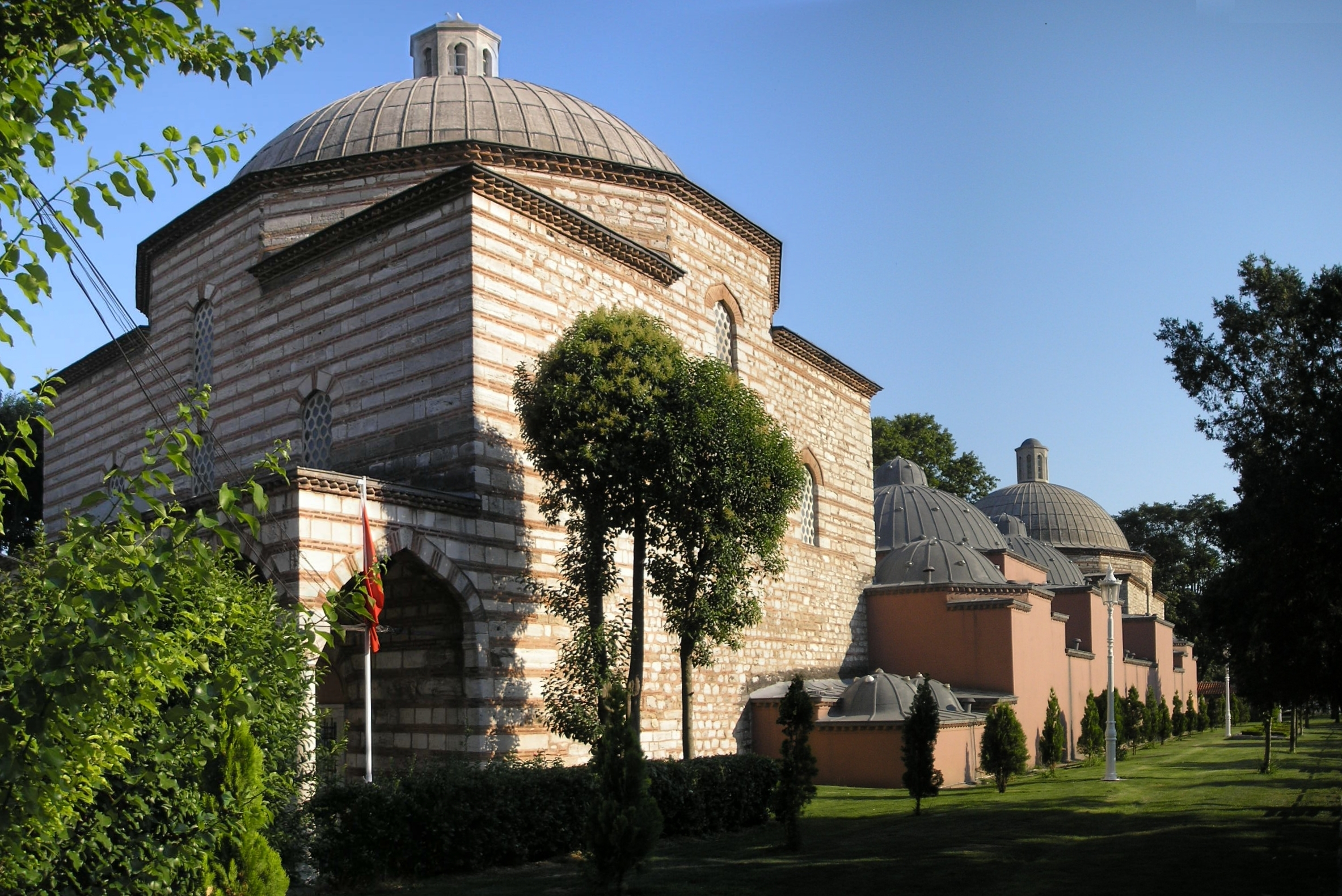
Хаммам, построенный Синаном в Стамбуле по приказу Роксоланы

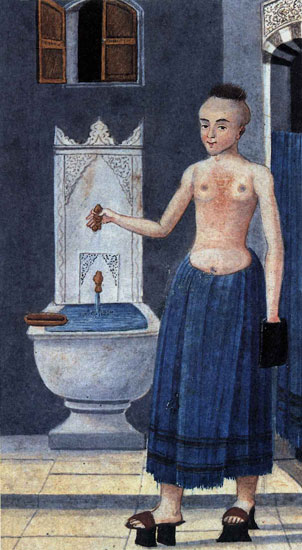
Телляк

Турецкая баня, или «хаммам», своим происхождением обязана римским термам. Название «хаммам» происходит от араб. حمّام‎ (ḥammām) «баня», буквально «горячая вода». Хаммам обогревался с помощью большого котла с водой, под которым горел огонь. Пар, образованный от кипения воды, подавался через небольшие отверстия, находящиеся в стенах. Внутреннее убранство турецких бань всегда было роскошным, ибо ещё пророк Мухаммед объявил поход в баню обязательным, говоря «Чистота — половина веры» (Муслим, Тахарет, 1). Так турецкие бани получили массовое распространение. Впоследствии в Турции развилась особая «философия хаммама», с ней были связаны особые традиции и ритуалы. Турецкая баня всегда считалась на Востоке источником истинного наслаждения.
Нередко под хаммамы перестраивались храмы других религий и кое-где уцелевшие римские термы. Основной отличительной чертой этого типа бань является особый температурный режим. Она не такая жаркая, как обычная баня или сауна (температура в диапазоне от 30 до 55 градусов по шкале Цельсия), идеально подходит для людей, которые не любят или не переносят высокие температуры. Это также обеспечивает турецкой бане популярность среди женщин. Женские бани в Турции всегда строятся рядом с мужскими, имеют один источник снабжения водой и теплом, но разные входы. В случае, когда средств у местной общины на строительство отдельной бани не хватало, баня строилась одна. Для женщин выделялся отдельный день (нередко они делят с мужчинами чётные и нечётные), в который поперёк входной двери просто вешается верёвка (как знак «женского дня»). Это относится к большому числу мусульманских стран Ближнего Востока и Средней Азии.
Для турецких женщин посещение бань представляет отдельный ритуал, часть общественной жизни, место, где можно обсудить дела, поделиться новостями, посплетничать. Каждый турок раз в неделю обязан отпустить свою жену в баню. Женщины собирались в хаммам как на праздник: наряжались в красивую одежду, брали с собой сладости. В хаммаме они пили кофе и общались, нередко проводя там весь день с утра до вечера.

## Сегодня
Буквально в каждой деревне Турции можно найти хаммам. В столице Турции — Анкаре их около ста. Самый известный хаммам — Джагалоглу Хамамы, в котором, по утверждению хозяев, мылись английский король Эдуард, кайзер Вильгельм, Ференц Лист. В городе Бурса располагаются так называемые Старые Бани («Эски каплыджа»), которые были построены ещё при императоре Юстиниане и считаются самыми красивыми банями в Турции. В Стамбуле сохранилось 5 исторических хаммамов, один из которых был построен Мимаром Синаном.
По мнению многих медиков[прояснить], хаммам оказывает благотворное влияние на здоровье человека. Впервые в Европе турецкие бани появились в Германии, Англии (большая заслуга в деле распространения турецких бань в Англии принадлежит Ричарду Бартеру) и Америке в XIX веке. В те времена писали, что турецкие бани являются средством от многих недугов. Многие специалисты утверждали, что турецкие бани помогают при лечении таких заболеваний, как простуда, бронхиальная астма, бронхит, жар и холера.
Сегодня часто хаммам предлагается в комплексе с сопутствующими спа-процедурами: массажем, пилингом; кроме собственно турецкой бани, в том же комплексе могут быть бассейн и сауна.

## См. также

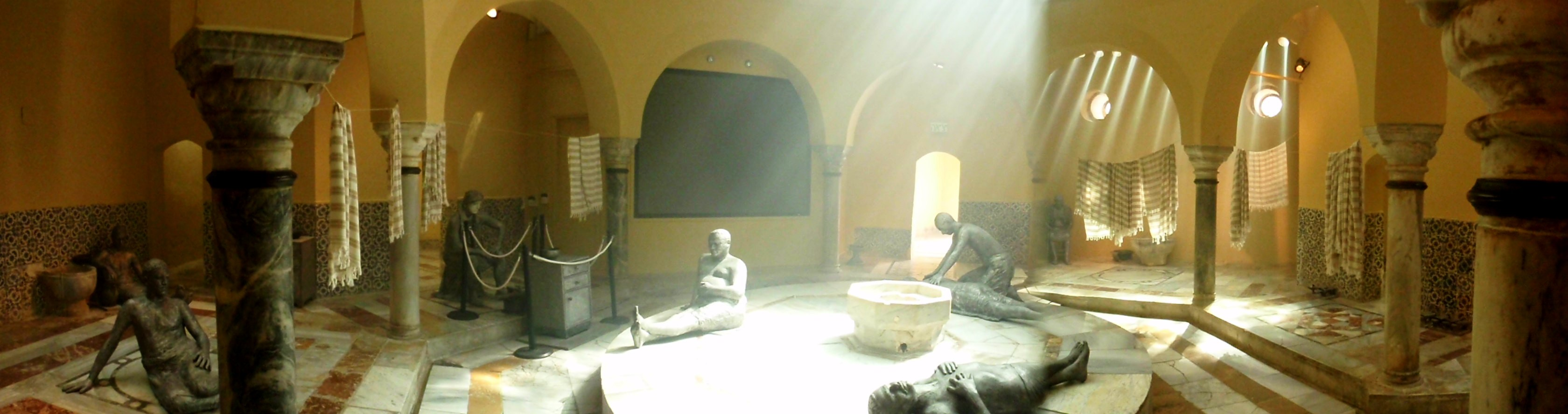
Хаммам Аль-Баша в Акко (Галилея), построенный пашой Аль-Джаззаром